# Classe Virginia (sous-marin)
Pour les autres classes de navires du même nom, voir Classe Virginia.
La classe Virginia (appellation officielle Virginia SSN 774) est une classe de sous-marins nucléaires d'attaque de l'United States Navy.
Dernière génération des sous-marins américains, d’un coût unitaire dépassant les 2,2 milliards de dollars pour les premiers exemplaires, elle a été inaugurée par l'USS Virginia, mis en service en 2004.

## Caractéristiques

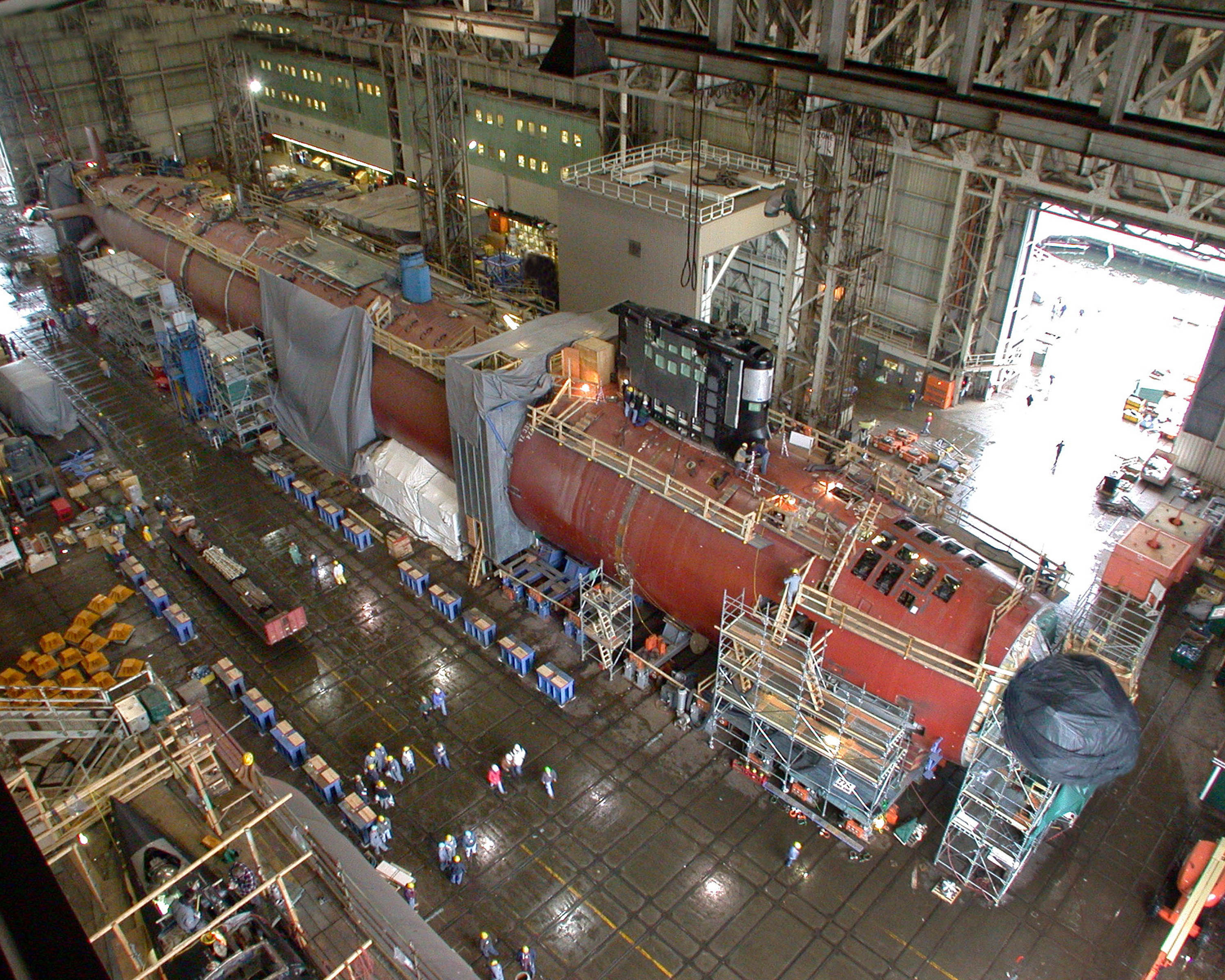
L'USS Virginia (SSN-774) en construction sur le chantier naval Electric Boat de Groton.

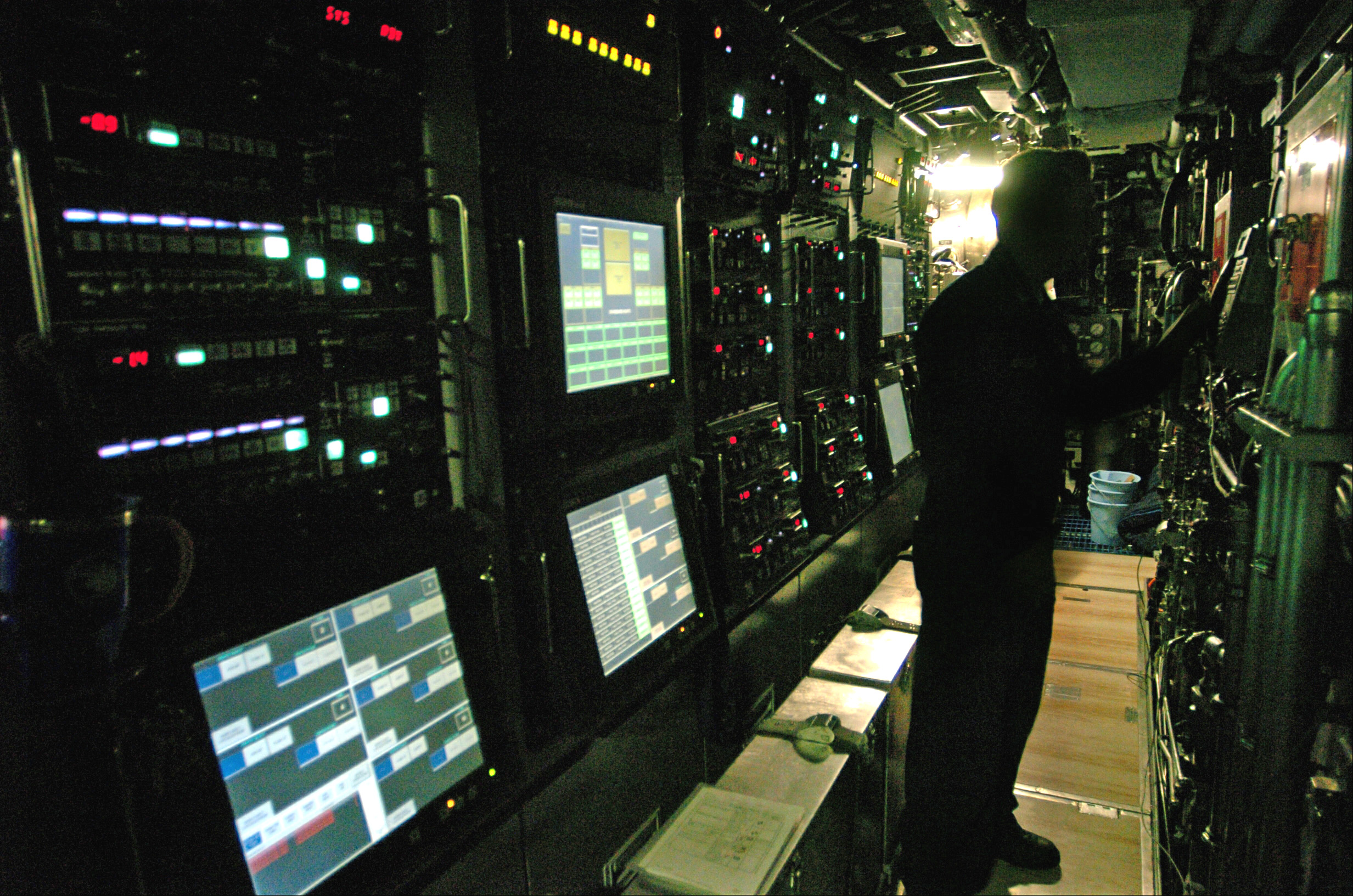
La chambre des torpilles de l'USS Virginia (SSN-774).

Première génération de sous-marins post-guerre froide, ils diffèrent des précédents sous-marins américains par leur capacité à patrouiller dans les profondeurs des océans, mais aussi à opérer dans les eaux littorales peu profondes, un atout important dans la lutte contre le terrorisme selon les officiels de l’United States Navy. Ils sont destinés à remplacer les sous-marins de la classe Los Angeles dont plusieurs ont déjà été désarmés.
Conçus dans les années 1990 et mis en service à partir de 2005, les Virginia présentent de nombreuses innovations.

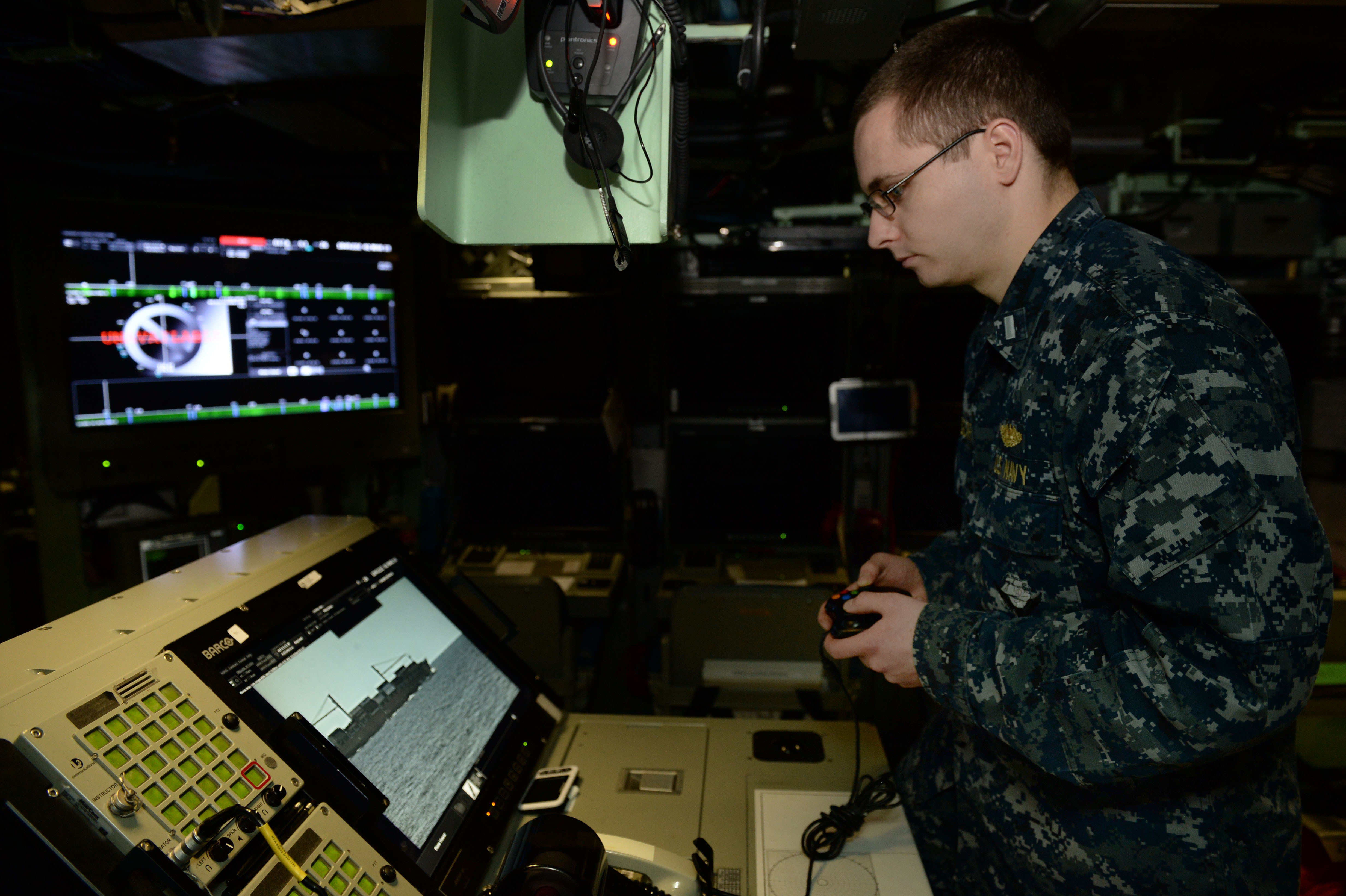
Panneau du contrôle des mâts photoniques du USS Colorado (SSN-788) contrôlés par une manette de Xbox 360.

Ils sont les premiers sous-marins à être construits sans périscope, remplacé par deux mâts photoniques, chacun contenant plusieurs caméras haute définition avec amplificateur de lumière et capteurs infrarouges et différents autres équipements optiques et électroniques tel un télémètre laser. Les signaux sont transmis via fibre optique à un poste central, qui en l'absence de périscope, a pu être déplacé vers un espace plus grand sur le pont inférieur et non juste sous le périscope. Les mâts sont dirigés à l'origine avec un système de manche développé par Lockheed Martin facturé 38 000 dollars américains. Mais le manche était difficile à manipuler pour de nombreux marins, qui le décrivaient comme « encombrant et vraiment lourd ». Il est remplacé depuis 2018 par les manettes de la console de jeux Xbox 360, qui sont beaucoup plus intuitives pour les marins qui ont grandi en jouant à des jeux vidéo et coutent entre 20 et 35 dollars. Le premier bateau de la classe Virginia à bénéficier de la mise à niveau des contrôleurs est le USS Colorado (SSN-788), mis en service en 2018,.
Ces sous-marins peuvent lancer des véhicules sous-marins sans équipage (drones) servant, entre autres, à la lutte contre les mines. Ils disposent d'un pilote automatique informatisé conçu pour réduire le stress de l’équipage lors des navigations en eaux peu profondes.
Leur coque est recouverte de matériaux synthétiques anéchoïques afin de diminuer les bruits émis en améliorant l'hydrodynamisme.
Les bâtiments de cette classe sont équipés d'un sas sous-marin facilitant la mise à l'eau en immersion des équipes de forces spéciales (Navy SEAL par exemple) par groupe de neuf hommes, leur matériel se trouvant prépositionné dans des rangements dans le flanc du kiosque du sous-marin, accessibles depuis l'extérieur. La salle des torpilles est reconfigurable afin d'accueillir des couchettes supplémentaires pour les forces d’opérations spéciales.
La classe Virginia dispose d'un armement similaire au sous-marin de classe Los Angeles soit des torpilles Mk-48 de calibre 533 mm, des missiles mer-mer Harpoon, et des missiles à lancement vertical Tomahawk.
En plus du sonar avant pouvant fonctionner en mode passif ou actif, le sous-marin dispose de trois sonars sur chaque flanc et d'un sonar tracté. On peut y ajouter deux sonars haute fréquence pour la détection des mines : un sur l'avant du kiosque, l'autre sous le sonar avant.
L'USS Texas (SSN-775), deuxième bâtiment de cette classe, devrait coûter 2,71 milliards de dollars américains, environ 24 % de plus que le prix initial de 2,19 milliards de dollars. La livraison mi-2006 est intervenue avec un an de retard. Par contre, l'USS New Hampshire (SSN-778), livré à l'US Navy en août 2008, l'a été avec huit mois d'avance pour un coût de 2,4 milliards de dollars.
Devant être construits à l'origine à environ 30 exemplaires pour un coût inférieur aux sous-marins de la classe Seawolf, des économies budgétaires risquaient de limiter leur nombre à moins de vingt, et en janvier 2010, quinze sont effectivement commandés mais ces restrictions ont été annulées.
Une commande groupée concernant huit exemplaires pour un montant de 14 milliards de dollars est signée en décembre 2008.
En 2011, on assiste pour la première fois depuis 1991 à la commande de deux sous-marins en un an. Le SSN 787, 14e exemplaire de cette classe, doit être livrable en 2016 pour un montant de 1,4 milliard de dollars.
Une étude a été lancée en 2004 pour leurs successeurs, plus économiques et moins massifs, le projet Tango Bravo, remporté par Northrop Grumman en 2007, mais il semble qu'elle soit abandonnée.
Dans le cadre du plan 2013 de construction navale, la marine américaine prévoit en 2012, alors que 12 exemplaires sont alors en service, la construction de 33 sous-marins d'attaque de la classe Virginia, à raison de la plupart de deux par an jusqu'en 2025, et 13 sous-marins basés sur une refonte et l'amélioration de la classe Virginia, avec la production de la nouvelle version à partir de 2033 soit un total de 46 sous-marins entre 2013 et 2042. En 2017, les chantiers navals étudient des méthodes afin de réduire la durée de construction à 60 mois
Ces navires ont été conçus de façon modulaire afin de faciliter l'intégration ultérieure de technologies nouvelles. Quatre versions de plus en plus évoluées sont prévues. La dernière, dite block V, doit remplacer les quatre sous-marins nucléaires lanceurs de missiles de croisière de classe Ohio grâce à l'ajout d'une section de coque de 27 mètres recevant 28 missiles de croisière, en plus des 12 qui sont installés dans la partie avant.
À partir du 23e exemplaire de la série, le USS New Jersey, ils sont conçus pour accueillir du personnel féminin.
En 2015, ce programme est au 2e rang du budget d’acquisition du département de la Défense avec 6,3 milliards de dollars pour l'acquisition de deux sous-marins sur un total de 22 milliards consacrés à la construction navale et aux systèmes maritimes.

### Conception
C'est la première classe de sous-marins américains conçue par ordinateur avec le logiciel CATIA de Dassault Systèmes.
En 2017, un des sous-traitants impliqués dans la construction des sous-marins a découvert que les tests de qualité des pièces qu'il fabriquait avaient été falsifiés pendant plusieurs années, et qu'il avait donc fourni des pièces ne répondant pas aux normes exigées.
| Caractéristique | Classe Suffren     | Seawolf                  | Virginia                 | Akula                                    | Iassen                         | Astute             |
| --- | ------------------ | ------------------------ | ------------------------ | ---------------------------------------- | ------------------------------ | ------------------ |
| Pays | France             | États-Unis               | États-Unis               | Russie                                   | Russie                         | Royaume-Uni        |
| Mise en service | 2022-2029          | 1997-2005                | 2004-                    | 1984-2001                                | 2013-                          | 2007 -             |
| Unités construites/à construire(a) | 3/6                | 3/0                      | 19/17                    | 15/0                                     | 3/6                            | 4/3                |
| Longueur | 99,5 m.            | 108 m.                   | 115 m.                   | 110,6 m.                                 | 119 m.                         | 97 m.              |
| Maître-bau | 8,8 m.             | 7,6 m.                   | 10 m.                    | 13,6 m.                                  | 13 m.                          | 11,3 m.            |
| Tirant d'eau | 7,3 m.             | 6,4 m.                   | ?                        | 10,4 m.                                  | ?                              | ?                  |
| Déplacement en plongée | 5 300 t.           | 9 138 t.                 | 7 900 t.                 | ~13 000 t.                               | 13 800 t.                      | 7 800 tonnes       |
| Vitesse(b) | 25 nœuds (46 km/h) | 35 nœuds (65 km/h)       | 25 nœuds (46 km/h)       | 28 nœuds (52 km/h)                       | 28 nœuds (52 km/h)             | 29 nœuds (54 km/h) |
| Profondeur(c) | 350 m.             | 490 m.                   | > 240 m.                 | 520 m.                                   | 450 m.                         | > 300 m.           |
| Équipage | 65                 | 140                      | 135                      | 85                                       | 90                             | 98                 |
| Armement(d) : - Torpilles - Missiles anti-navires - Missiles de croisière | F21 Exocet MdCN    | Mark 48 Harpoon Tomahawk | Mark 48 Harpoon Tomahawk | Type 65 ou 53 RPK 6 ou 7 RK-55 ou Kalibr | Type 65 Kalibr ou Oniks Kh-101 | Spearfish Tomahawk |
| Nbre armes dont : - Tubes lance-torpilles - Salle des torpilles - Armes à lanct vertical | 24 4 20 0          | 50 8 42 0                | 38 4 22 12               | 40 8 32 0                                | 72 10 30 32                    | 38 6 32 0          |
| Autres caractéristiques |                    |                          |                          |                                          |                                |                    |
| (a) : Situation courant 2020. Inclut des unités désarmées (par exemple pour les classes Rubis ou Akula) (b) : la valeur exacte n'est pas disponible. La vitesse à laquelle la marche du sous-marin est silencieuse (caractéristique essentielle) n'est pas disponible. (c) : la valeur exacte n'est pas disponible. (d) : L'emport de mines ou de drones sous-marins, caractéristique commune à tous les modèles, n'est pas précisée. (e) : Les caractéristiques des sonars (portée, …) le niveau sonore, et d'autres caractéristiques essentielles, ne sont pas disponibles. |                    |                          |                          |                                          |                                |                    |

## Liste des bâtiments

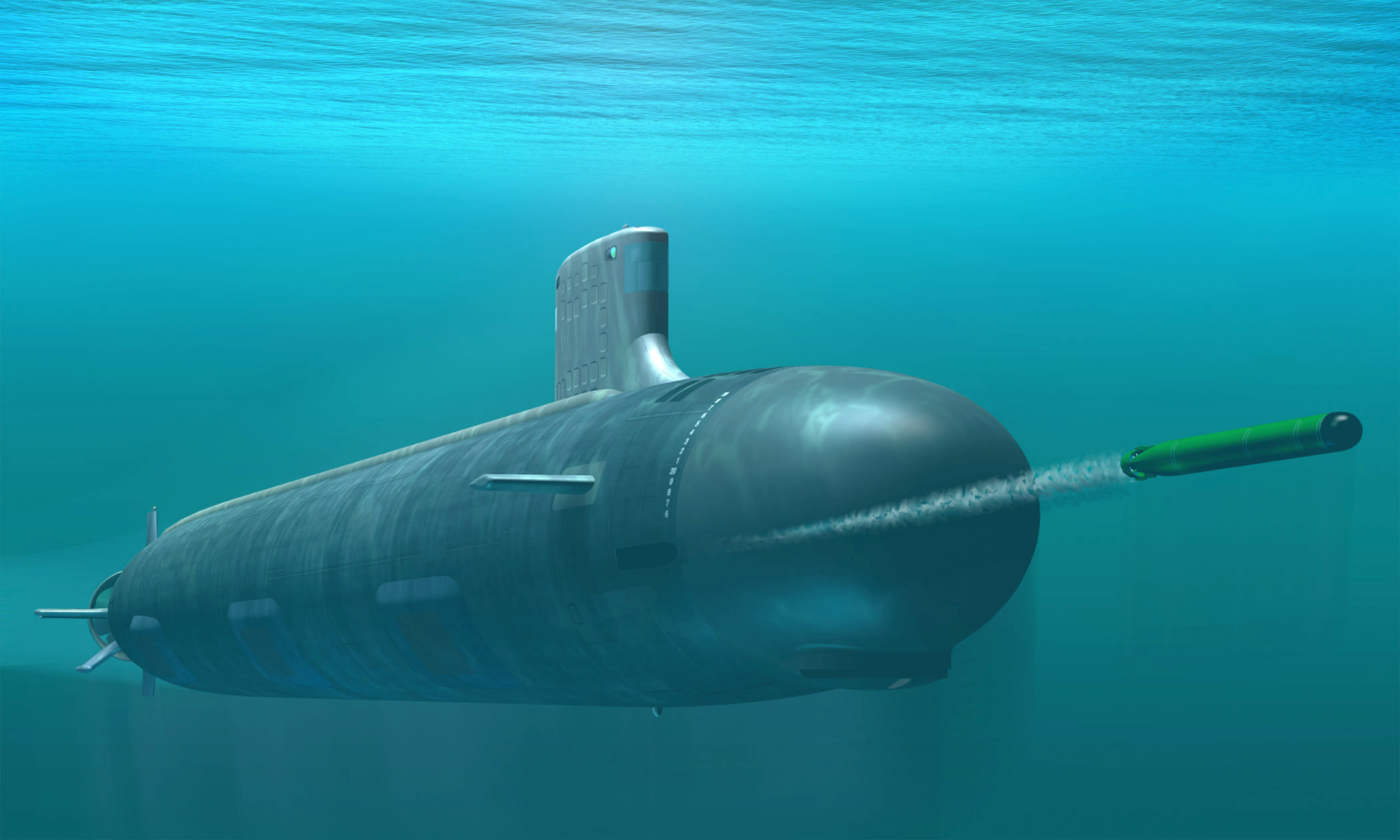
Vue d'artiste d'un Virginia.
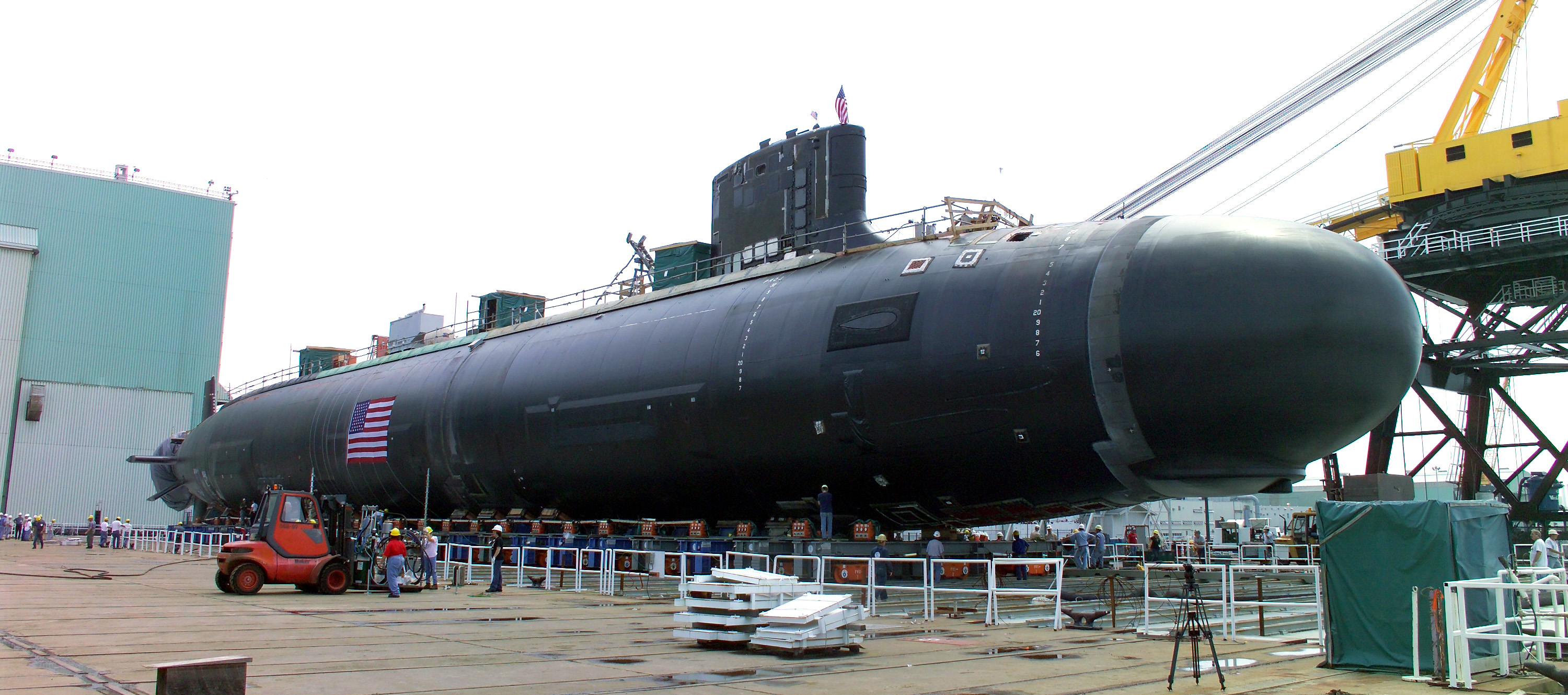
USS Virginia (SSN-774) le 3 aout 2003.
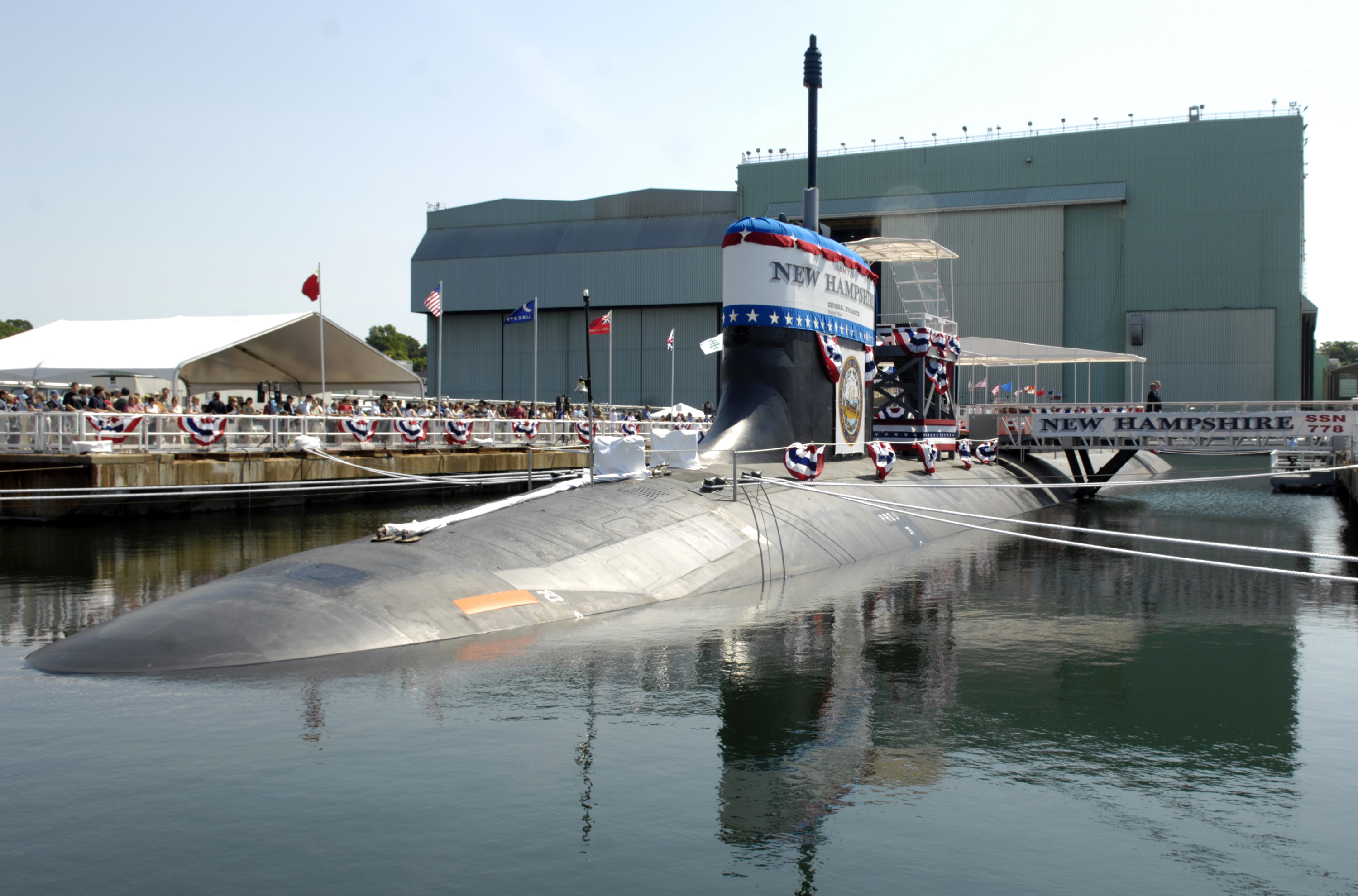
USS New Hampshire (SSN 778) le 21 juin 2008.
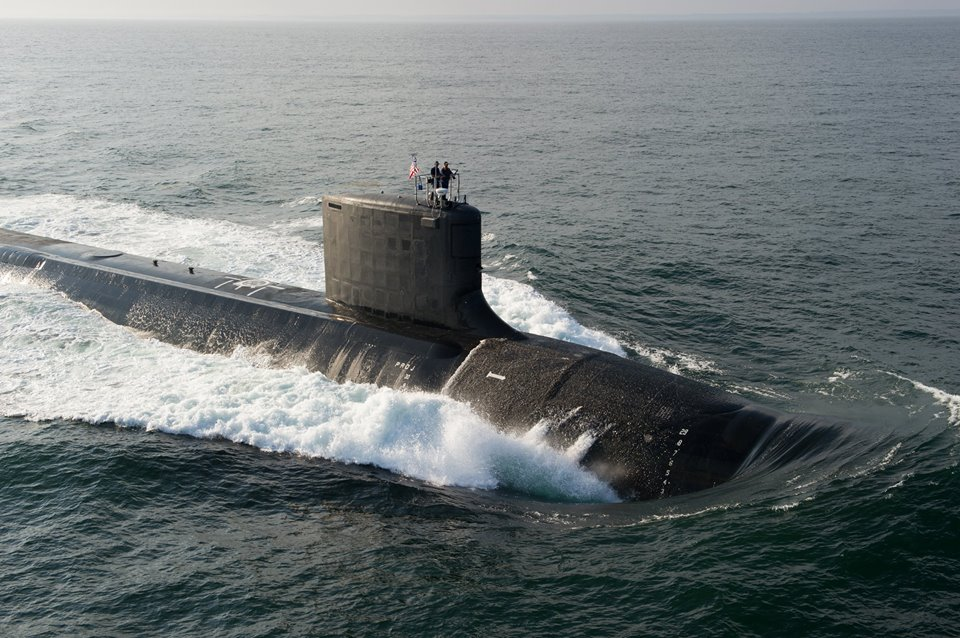
USS North Dakota (SSN-784) en août 2014
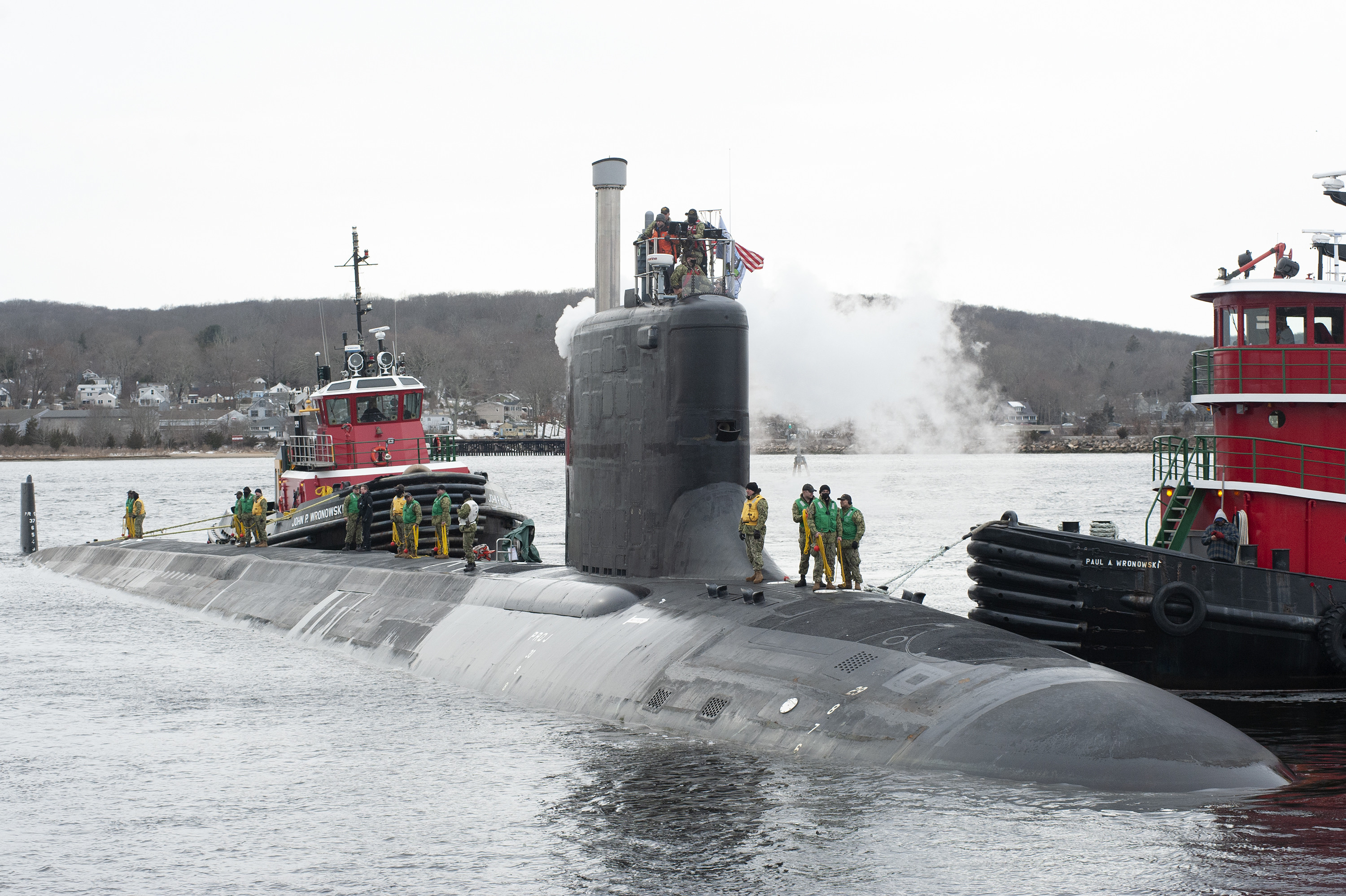
USS Oregon (SSN-793), le 1er Mars 2022.

| Nom                             | Commandes         | Mise sur cale      | Lancement         | Mise en service   |
| ------------------------------- | ----------------- | ------------------ | ----------------- | ----------------- |
| Block I                         |                   |                    |                   |                   |
| USS Virginia (SSN-774)          | 30 septembre 1998 | 2 septembre 1999   | 16 août 2003      | 23 octobre 2004   |
| USS Texas (SSN-775)             | 30 septembre 1998 | 12 juillet 2002    | 9 avril 2005      | 9 septembre 2006  |
| USS Hawaii (SSN-776)            | 30 septembre 1998 | 27 août 2004       | 17 juin 2006      | 5 mai 2007        |
| USS North Carolina (SSN-777)    | 30 septembre 1998 | 22 mai 2004        | 21 avril 2007     | 3 mai 2008        |
| Block II                        |                   |                    |                   |                   |
| USS New Hampshire (SSN-778)     | 14 août 2003      | 30 avril 2007      | 21 février 2008   | 25 octobre 2008   |
| USS New Mexico (SSN-779)        | 14 août 2003      | 12 avril 2008      | 18 janvier 2009   | 27 mars 2010      |
| USS Missouri (SSN-780)          | 14 août 2003      | 27 septembre 2008  | 20 novembre 2009  | 31 juillet 2010   |
| USS California (SSN-781)        | 14 août 2003      | 1er mai 2009       | 14 novembre 2010  | 29 octobre 2011   |
| USS Mississippi (SSN-782)       | 14 août 2003      | 9 juin 2010        | 13 octobre 2011   | 2 juin 2012       |
| USS Minnesota (SSN-783)         | 14 août 2003      | 20 mai 2011        | 11 mars 2012      | 7 septembre 2013  |
| Block III                       |                   |                    |                   |                   |
| USS North Dakota (SSN-784)      | 14 août 2003      | 11 mai 2012        | 15 septembre 2013 | 25 octobre 2014   |
| USS John Warner (SSN-785)       | 22 décembre 2008  | 16 mars 2013       | 10 septembre 2014 | 1er août 2015     |
| USS Illinois (SSN-786)          | 22 décembre 2008  | 2 juin 2014        | 10 octobre 2015   | 29 octobre 2016   |
| USS Washington (SSN-787)        | 22 décembre 2008  | 22 novembre 2014   | 13 avril 2016     | 7 octobre 2017    |
| USS Colorado (SSN-788)          | 22 décembre 2008  | 7 mars 2015        | 29 décembre 2016  | 17 mars 2018      |
| USS Indiana (SSN-789)           | 22 décembre 2008  | 16 mai 2015        | 9 juin 2017       | 29 septembre 2018 |
| USS South Dakota (SSN-790)      | 22 décembre 2008  | 4 avril 2016       | 14 octobre 2017   | 2 février 2019    |
| USS Delaware (SSN-791)          | 22 décembre 2008  | 30 avril 2016      | 17 décembre 2018  | 4 avril 2020      |
| Block IV                        |                   |                    |                   |                   |
| USS Vermont (SSN-792)           | 28 avril 2014     | février 2017       | 20 octobre 2018   | 18 avril 2020     |
| USS Oregon (SSN-793)            | 28 avril 2014     | 8 juillet 2017     | 5 octobre 2019    | 26 février 2022   |
| USS Montana (SSN-794)           | 28 avril 2014     | 16 mai 2018        | 8 février 2021    | 25 juin 2022      |
| USS Hyman G. Rickover (SSN-795) | 28 avril 2014     | 11 mai 2018        | 26 août 2021      | 14 octobre 2023   |
| USS New Jersey (SSN-796)        | 28 avril 2014     | 25 mars 2019       | 28 avril 2022     | 14 septembre 2024 |
| USS Iowa (SSN-797)              | 28 avril 2014     | 20 août 2019       | 18 juin 2023      |                   |
| USS Massachusetts (SSN-798)     | 28 avril 2014     | 11 décembre 2020   | 24 février 2024   |                   |
| USS Idaho (SSN-799)             | 28 avril 2014     | 24 août 2020       | 6 août 2024       |                   |
| USS Arkansas (SSN-800)          | 28 avril 2014     | 19 novembre 2022   | 7 décembre 2024   |                   |
| USS Utah (SSN-801)              | 28 avril 2014     | 1er septembre 2021 |                   |                   |
| Block V                         |                   |                    |                   |                   |
| USS Oklahoma (SSN-802)          | 2 décembre 2017   | 2 août 2023        |                   |                   |
| USS Arizona (SSN-803)           | 2 décembre 2017   | 7 décembre 2022    |                   |                   |
| USS Barb (SSN-804)              | 2 décembre 2019   |                    |                   |                   |
| USS Tang (SSN-805)              | 2 décembre 2019   | 17 août 2023       |                   |                   |
| USS Wahoo (SSN-806)             | 2 décembre 2019   |                    |                   |                   |
| USS Silversides (SSN-807)       | 2 décembre 2019   |                    |                   |                   |
| USS John H. Dalton (SSN-808)    | 2 décembre 2019   |                    |                   |                   |
| USS Long Island (SSN-809)       | 2 décembre 2019   |                    |                   |                   |
| USS San Francisco (SSN-810)     |                   |                    |                   |                   |
| USS Miami (SSN-811)             |                   |                    |                   |                   |
| USS Baltimore (SSN-812)         |                   |                    |                   |                   |
| USS Atlanta (SSN-813)           |                   |                    |                   |                   |

## Culture populaire
- Dans le film 2010: Moby Dick, l'USS Pequod est un sous-marin de classe Virginia modifié
- Dans le film Hunter Killer, l'Arkansas fait son apparition